# Bibelschule Brake

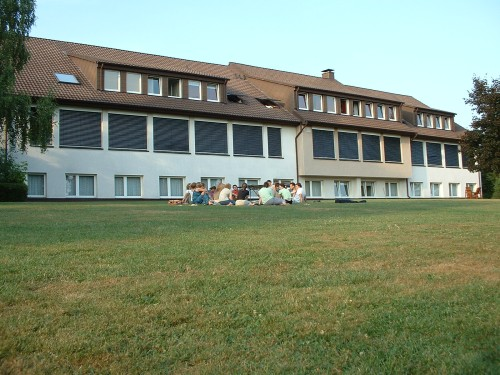
Das Unterrichtsgebäude der Bibelschule Brake

Die evangelikale Bibelschule Brake e. V. in Lemgo-Brake bietet eine praxisbezogene theologische Ausbildung mit einem im freikirchlichen Bereich anerkannten Abschluss. Mit ca. 150 Schülern, 9 Lehrern sowie 13 weiteren Mitarbeitern gehört sie zu den größeren evangelikal orientierten Ausbildungseinrichtungen im deutschsprachigen Raum. Bis 2019 absolvierten 2250 Schüler die Ausbildung an der Bibelschule Brake. Sie sind in mehr als 65 Ländern weltweit tätig.

## Ausbildung
Die Ausbildung der Bibelschule Brake erstreckt sich über drei Jahre und beinhaltet drei längere Praktika.
Schwerpunkte des bibeltreu-konservativ geprägten Unterrichts sind:
- Bibelkenntnis – ein Gesamtüberblick über alle Bücher der Bibel
- Christliche Lebensgestaltung („Lebensschule“)
- Praxisorientierung
- „Herz für Mission“

Die Bibelschule setzt Schwerpunkte in drei Teilbereichen: Wissen, Wesen, Weltmission. Die Besonderheit des Studienprogramms besteht in der Auslegung aller biblischen Bücher während der dreijährigen Ausbildung.
An der Bibelschule Brake können keine staatlich anerkannten Abschlüsse erworben werben. Der Abschluss ist nur bei der Europäischen Evangelikalen Akkreditierungsvereinigung als äquivalent zu einem „Bachelor of Theology (Level B)“ anerkannt. Die Schüler der Bibelschule sind berechtigt, Schüler-BAföG zu beantragen.
Die Absolventen sind unter anderem als Kinder- und Jugendmissionare, als Gemeindeleiter und -mitarbeiter, als Prediger und Lehrer sowie als Missionare in rund 60 Ländern der Welt tätig. Die Schule ist Mitglied im Netzwerk-m.

## Geschichte
Die Schule wurde 1959 von John Parschauer, Ernest Klassen und Heinz Weber zunächst im „Haus Horst“ in Kalkar am Niederrhein als Bibel- und Missionsschule mit 42 Schülern gegründet. Im Jahr 1962 erfolgte dann aufgrund der stark steigenden Schülerzahlen der Umzug in neu erstellte Schulgebäude nach Brake. Hier begann das erste Schuljahr im Herbst 1962 mit 70 Schülern. 1965 stellte die Bibelschule ihren Schülern bereits 100 Internatsplätze zur Verfügung.
Ende der 1960er Jahre begann die Kooperation der Bibelschule mit der Arbeitsgemeinschaft Evangelikaler Missionen (AEM), der Konferenz Bibeltreuer Ausbildungsstätten (KBA) als deren Gründungsmitglied und dem Dachverband netzwerk-m, die eine weitergehende übergemeindliche Öffnung der Bibelschule mit sich brachte. 1978 gab der bisherige Schulleiter John Parschauer die Schulleitung an Doyle Klaassen ab. Ab Mitte der 80er Jahre wurde durch die Zusammenarbeit mit der Europäischen Evangelikalen Akkreditierungsvereinigung (EEAV) eine internationale Anerkennung der Bibelschulabschlüsse angestrebt, die 1995 erreicht wurde. Zur gleichen Zeit verstärkte sich der Zustrom von Russlanddeutschen nach Deutschland. Da an der Bibelschule Brake einige russlanddeutsche Lehrer beschäftigt waren, entwickelte sich die Bibelschule rasch auch zu einem Ausbildungszentrum für die russlanddeutschen Gemeinden Westfalens und Niedersachsens.
Seit 1977 wurde regelmäßig die Zeitschrift „Braker Kompass“ mit vielfältigen Informationen aus dem Bibelschulalltag herausgegeben. Heute übernimmt der Infobrief diese Funktion.
Die bisherigen Absolventen sind im „Bund ehemaliger Braker“ zusammengeschlossen und geben einen eigenen Rundbrief heraus.

## Schulleiter
- 1959–1978: John Parschauer
- 1978–2007: Doyle Klaassen
- seit 29. April 2007: Matthias Rüther

## Ermordete Bibelschülerinnen im Jemen und öffentliche Diskussion über die Missionstätigkeit
Am 13. Juni 2009 wurden zwei Praktikanten der Bibelschule Brake im Jemen als vermisst gemeldet. Zwei Tage später wurde bekannt gegeben, dass beide Schülerinnen ermordet wurden. Die Täter sind unbekannt.
Durch diese Ereignisse wurde eine Diskussion in Deutschland über die christliche Mission, insbesondere in islamischen Ländern entfacht. Das Nachrichtenmagazin „Frontal 21“ strahlte am 4. September 2009 einen Beitrag unter dem Thema: „Sterben für Jesus – Missionieren als Abenteuer“ aus. In der Abmoderation des Beitrags wurde die christliche Mission auf die gleiche Stufe wie islamistischer Extremismus gestellt.
Unter anderem die EKD und der Christliche Medienverbund (KEP) kritisierten die Darstellung des Beitrags. ZDF-Intendant Schächter verteidigte den Beitrag. Darin sei es „ausschließlich um fragwürdige Werbung für Missionseinsätze und die Gefahren“ gegangen, in die Missionare sich selbst und andere brächten. Von einer Gleichsetzung von „überzeugten Christen mit islamischen Terroristen oder Selbstmordattentätern“ könne keine Rede sein. Der ZDF-Fernsehrat rügte später lediglich insbesondere die Abmoderation als „misslungen“. Die Mitglieder des Fernsehrates wollten nicht die gesamte Sendung kritisieren. Den Streit zwischen Frontal 21 und der EKD griff zwei Monate später auch das ARD-Magazin Panorama auf.